# دوغ جالت
دوغ جالت (بالإنجليزية: Doug Galt)‏ (مواليد 1937 أو 1938) هو سياسي سابق في أونتاريو كندا، كان عضوا في حزب المحافظين التقدمي بالمجلس التشريعي لأونتاريو من عام 1995 إلى عام 2003، ومنافس غير ناجح لمجلس العموم الكندي في عام 2004.
كان غالت طبيب بيطري قبل الدخول في الحياة السياسية. كان عالم أمراض بيطري في الخارج ومنسقًا لمشروع سيدا في عامي 1988 و 1992، وتقاعد كرئيس مختبر برايتون للخدمات البيطرية في عام 1994.